# Саломатово (Челябинская область)
Салома́тово — деревня в Красноармейском районе Челябинской области России. Входит в состав Теренкульского сельского поселения.

## География
Деревня находится на северо-востоке Челябинской области, в лесостепной зоне, между озёрами Саломатово и Чупортягино, на расстоянии примерно 55 км (по прямой) к северо-востоку от села Миасское, административного центра района. Абсолютная высота — 165 м над уровнем моря.

## Население
| 2002 | 2010 |
| ---- | ---- |
| 107  | ↘74  |

Гендерный состав
По данным Всероссийской переписи населения 2010 года, в гендерной структуре населения мужчины составляли 44,6 %, женщины — соответственно 55,4 %.
Национальный состав
Согласно результатам переписи 2002 года, в национальной структуре населения русские составляли 95 %.

## Улицы
| - пер. Крестьянский, - ул. Молодёжная, | - ул. Центральная, - ул. Школьная. |